# Großklein
Großklein est une commune autrichienne du district de Leibnitz en Styrie.